# Ecuaciones de evolución DGLAP
Las ecuaciones de evolución de Dokshitzer-Gribov-Lipatov-Altarelli-Parisi (DGLAP) son ecuaciones en QCD que describen la variación de las funciones de distribución de partones con escalas de energía variables. La violación de escala observada experimentalmente en la dispersión inelástica profunda es una evidencia importante de la necesidad de corregir las ecuaciones, apuntando a la necesidad de nuevas teorías como QCD. Las ecuaciones fueron publicadas por primera vez en el mundo occidental por Guido Altarelli y Giorgio Parisi en 1977, por lo que a veces todavía se las llama ecuaciones de Altarelli-Parisi . Solo más tarde se supo que Yuri Dokshitzer había publicado una fórmula equivalente en Rusia en 1977, y por Vladimir Gribov y Lev Lipatov en 1972.
Las ecuaciones de evolución DGLAP se utilizan ampliamente en determinaciones globales de distribuciones de partones, como las de las colaboraciones CTEQ o NNPDF.